# Mihail Vartolomei
Mihail Vartolomei es un deportista rumano que compitió en piragüismo en la modalidad de aguas tranquilas. Ganó seis medallas en el Campeonato Mundial de Piragüismo en los años 2001 y 2002, y cinco medallas en el Campeonato Europeo de Piragüismo en los años 2001 y 2002.

## Palmarés internacional
| Campeonato Mundial | Campeonato Mundial | Campeonato Mundial | Campeonato Mundial |
| Año                | Lugar              | Medalla            | Evento             |
| ------------------ | ------------------ | ------------------ | ------------------ |
| 2001               | Poznań (Polonia)   | Medalla de plata   | C2 200 m           |
| 2001               | Poznań (Polonia)   | Medalla de oro     | C4 500 m           |
| 2001               | Poznań (Polonia)   | Medalla de bronce  | C4 1000 m          |
| 2002               | Sevilla (España)   | Medalla de bronce  | C2 200 m           |
| 2002               | Sevilla (España)   | Medalla de bronce  | C4 200 m           |
| 2002               | Sevilla (España)   | Medalla de oro     | C4 500 m           |
| Campeonato Europeo |                    |                    |                    |
| Año                | Lugar              | Medalla            | Evento             |
| 2001               | Milán (Italia)     | Medalla de oro     | C2 200 m           |
| 2001               | Milán (Italia)     | Medalla de plata   | C4 200 m           |
| 2001               | Milán (Italia)     | Medalla de plata   | C4 500 m           |
| 2002               | Szeged (Hungría)   | Medalla de bronce  | C2 200 m           |
| 2002               | Szeged (Hungría)   | Medalla de bronce  | C4 500 m           |